# Bohlenweg im Meerhusener Moor
Der sogenannte Bohlenweg im Meerhusener Moor (Reg.-Nr. XV (Le)) ist ein vor- und frühgeschichtlicher Knüppeldamm in Tannenhausen, einem Ortsteil der Stadt Aurich in Ostfriesland. Der Weg wurde in den Jahren 1962, 1983 und 1984 ausgegraben und wissenschaftlich beschrieben. Der Bohlenweg im Meerhusener Moor gilt als eine der ältesten befestigten Straßen auf dem Gebiet Deutschlands. Er steht in Beziehung zu zahlreichen anderen Fundorten vorgeschichtlicher Bohlenwege in der niederdeutschen Tiefebene, insbesondere in der Weser-Ems-Region. Bei der vorübergehenden Freilegung des Weges wurden Teile eines Wagens gefunden. Sie gelten als die ältesten bislang in Deutschland entdeckten Wagenreste.

## Lage
Der Bohlenweg führte vom Rand des Auricher Geestplateaus in der Nähe des Großsteingrabes von Tannenhausen über das Meerhusener Moor und endete nördlich des Ewigen Meeres an einer Stelle, an der wieder die pleistozänen Sandböden der Geest erreicht wurden.

## Aufbau
Der Weg ist mindestens 2,5 Kilometer lang. Die Maximallänge wird mit über drei Kilometern angegeben. Die genaue Länge des Weges ist bis dato unbekannt, da das nördliche Ende bislang nicht erforscht ist. Für den Bau wurden etwa 26.000 Erlen verwendet. In der Breite maß er maximal 4 Meter, durchschnittlich jedoch rund 2,8 Meter. Diese war nötig, weil er von Wagen mit starrer Achse befahren wurde, die auf engeren Spurbreiten nicht manövrieren konnten.
Durch unterschiedliche Niederschlagsmengen hob und senkte sich das Moor im Verlauf der Jahreszeiten. Daher kam nur ein flexibler Aufbau des Weges in Frage. Im Verlauf der Straße wurden Kolke und Senken mit Strauchwerk ausgefüllt. Anschließend wurden je zwei lange Baumstämme als Träger in Fahrbahnrichtung parallel auf dem Moor ausgelegt. Diese wurden dann mit gespaltenen Stämmen von Birke, Eiche und Erle quer miteinander verbunden. An einigen Stellen kamen auch Flechtmatten zum Einsatz und vermutlich war die etwa vier Meter breite Fahrbahn zusätzlich mit einer Schicht von Torf- oder Heidesoden geschützt, die eine leichtere Befahrbarkeit ermöglichte. Insgesamt wurden so für den Weg rund 120 Hektar Wald abgeholzt. Der Weg wurde nur rund 30 Jahre genutzt. Anschließend wurde er vom Moor überwuchert und erhielt sich so bis in die heutige Zeit.

## Alter
Zwei gefundene Axen (C820, C821) wurden radiokohlenstoffdatiert auf 4367±33 (3013-2921 v.Chr) und 4412±32 (3094-2936 v. Chr.) und fallen damit in die Trichterbecherzeit.

## Ergebnisse der Ausgrabungen
Der Weg wurde in den Jahren 1962, 1983 und 1984 archäologisch untersucht. Im Jahre 1984 wurden 296 Meter des Bohlenweges ausgegraben. Dabei wurden rund 35 Funde entdeckt, darunter ein rund 62 Zentimeter langes und acht Zentimeter breites Rundholz mit einem kopfförmigen Gebilde an seinem Ende, das als Kultfigur gedeutet wird. Entdeckt wurden zudem viele zerbrochene Räder, etwa zwölf Achsen und mehrere Deichseln. Die Spurweite der Fahrzeuge betrug etwa 1,5 m, die Räder hatten einen Durchmesser von etwa 70 bis 90 cm bei 6 cm Laufflächenbreite. Hergestellt wurden die Wagenräder aus Eichenbohlen, die in Längsrichtung des Baumstammes abgespalten worden waren. Teile von Rinderhufen, die zwischen den Bohlen des Dammes gefunden wurden, beweisen Rinder als Zugtiere. Die Wagenreste gelten als die ältesten bislang in Deutschland gefundenen.
Nach den Ausgrabungen wurde der Weg wieder mit Torf bedeckt und ist damit heute nicht mehr erkennbar. Die Funde wurden in das Niedersächsische Landesmuseum für Kunst und Kulturgeschichte in Oldenburg gebracht. Für das Historische Museum Aurich wurden Repliken einzelner Fundstücke angefertigt.